# Uporządkowanie naddane
Uporządkowanie naddane – jeden z głównych wyznaczników literackości (jedna z cech swoistych literatury) polegający na dodatkowej organizacji języka w stosunku do potrzeb zwykłej komunikacji np. stosowanie rymów, powtórzeń, melodyjność i rytmiczność tekstu. Są to te elementy dzieła literackiego, których obecność nie wynika z potrzeb komunikacyjnych.